# Иванка Димитрова
Иванка Стойкова Димитрова е българска драматична и филмова актриса.

## Биография
Родена е в Разград на 16 март 1920 г. В младежките си години е сред най-добрите рецитаторки на поезията на Никола Вапцаров и е в близки отношения с него.
Включва се в комунистическата съпротива. Според разследващата журналистка и юристка Виолета Къшлова до швейцарска сметка на Вапцаров със средства за съпротивата достъп е имала също И. Димитрова. Разследвана с него в същия процес срещу ЦК на БРП (1942). Докато трае следствието лежи една година. После поради недоказуемост на обвинението е освободена и автоматично интернирана в концлагера Гонда вода. В същия остава една година, откъдето е освободена след 9 септември 1944 г. При завръщането си в София не и разрешават да влезе в театъра. Среща Стефан Сърчаджиев, който по това време работи в Скопие и получава възможност да работи в тамошния театър, като интерирана.
По време на Отечествената война на България срещу Нацистка Германия (1944 – 1945) участва в представления на фронта на Фронтовия театър.
Дълги години играе в състава на Народния театър „Иван Вазов“, където създава забележителни образи от българската и световната театрална класика. Има 21 постановки като режисьор, и повече от 300 роли в театъра, киното, БНТ и БНР. Снима се в няколко български игрални филми („Пътят към София“, „Малкият Содом“ и други). Умира в София на 4 април 2002 г.
През 1965 година заедно с колеги създават Театър 199.
Удостоена е с орден „Кирил и Методий“ II степен (декември 1954), орден „9 септември 1944 г.“ II степен (1959), орден „9 септември 1944 г.“ I степен (март 1970), орден „Георги Димитров“ (5 октомври 1982). Носителка е на Димитровска награда (май 1950), званията „заслужил артист“ (1963) и „народен артист“ (май 1970).

## Семейство
Съпруга е на държавния деец Лъчезар Аврамов. Преди да се запознаят през септември 1945 г., е с майка му в концлагера Гонда вода. Женят се през 1946 г. Имат 2 сина.
По-големият им син Александър Аврамов завършва икономика в България и дипломация в МГИМО, Москва. Работи в МВнР до началото на 1990-те години.
По-малкият им син Димитър Аврамов е режисьор (в първия екип на „Всяка неделя“), женен и разведен с певицата Богдана Карадочева. С нея имат син Лъчезар Аврамов (р. 14.07.1980 г.), който режисира предаването „Пътеводител на историческия стопаджия“ на БНТ. Баща и син Аврамови режисират предаването „БНТ представя“.

## Награди и отличия
- Народен артист (май 1970)
- Заслужил артист (1963)
- Орден „Кирил и Методий“ II степен (декември 1954)
- Орден 9 септември 1944 II степен (1959)
- Орден 9 септември 1944 I степен (март 1970)
- Орден Георги Димитров (5 октомври 1982)
- Носителка на Димитровска награда (май 1950)

## Театрални роли
- „И най-мъдрият си е малко прост“
- „Дългият път на деня към нощта“
- „Последен срок“ (1979) (Валентин Распутин) – Старата
- „Цената“ (Артър Милър)
- „Пътник без багаж“ (Жан Ануи)
- „Добрата стара Англия“ (Съмърсет Моъм)
- „Кой се страхува от Вирджиния Уулф“ (Едуард Олби) – Вирджиния Уулф
- „Салемските вещици“ (Артър Милър) – Елизабет
- „Дон Карлос“ (Фридрих Шилер) – Елисавета
- „Дачници“ (Максим Горки) – Варвара Михайловна
- „Три сестри“ (Антон Чехов) – Олга
- „Разлом“ (Борис Лавреньов) – Татяна
- „Незабравимият ден“ (Лозан Стрелков) – Ирина
- „Огненият мост“ (Борис Ромашов) – Ирина
- „Вдъхновение“ (Магда Колчакова) – Ирина
- „Млада гвардия“ (Александър Фадеев) – Уляна Громова
- „Гимназисти“ (Константин Треньов) – Ирина
- „Далечен път“ (Алексей Арбузов) – Лиля
- „Фуенте Овехуна“ (Лопе де Вега) – Лауренсия
- „Руски хора“ (Константин Симонов) – Валя

## Телевизионен театър
- „Спирката“ (Михаил Величков) - Сия, жената на Алекси
- „А денят още свети в нощта“ (1990, П. Ю. Тодоров)
- „Отиваше си старецът от старицата“ (1989, Симеон Злотников)
- „Коловоз“ (1989, Владимир Арро)
- „Племенникът“ (1988, Панчо Панчев, реж. Димитър Аврамов)
- „Песен за сбогуване“ (1988, Петър Анастасов)
- „Самодива“ (1986, П. Ю. Тодоров)
- „Кабинетна история“ (1986, Рустам Ибрахимбеков)
- „Змейова сватба“ (1984) (от П. Ю. Тодоров, реж. Вили Цанков)
- „Салют, динозаври!“ (1983, Генадий Мамлин) – Ана Андреевна
- „Йосиф и Мария“ (1983, Петер Турини) – Мария
- „Отплата“ (1982, Франц Ксавер Крьоц)
- „Жената и грешката“ (1982) (, Яковос Камбанелис)
- „Соло за биещ часовник“ (1981, Освалд Захариев)
- „Влияние на гама-лъчите върху лунните невени“ (1980) – Беатрис
- „Нон стоп“ (1978, Мачей Бородов)

## Филмография
| Година | Филми и Сериали                                        | Серии | Копродукции    | Роля                      |
| ------ | ------------------------------------------------------ | ----- | -------------- | ------------------------- |
| 1984   | Малкият Содом                                          |       |                | Абарова, майката на Митя  |
| 1983   | Милионите на Привалов – (Die priwalov'schen Millionen) | 6     | ФРГ / България | Мария Степановна Бахарева |
| 1978   | Пътят към София (Путь к Софии) (тв сериал)             | 5     | България/СССР  | майката на братя Будинови |
| 1975   | Сватбите на Йоан Асен                                  | 2     |                | игуменката                |
| 1975   | Гостът от Абърдийн                                     |       |                | Станка Тенева             |
| 1971   | Демонът на империята                                   | 10    |                | баба Тонка (в 1 серия)    |
| 1970   | Четиримата от вагона                                   |       |                | стрина Стояна             |
| 1962   | Царска милост                                          |       |                | Ирина Радионова           |
| 1957   | Животът си тече тихо...                                |       |                | Люба                      |
| 1952   | Данка                                                  |       |                | Ана                       |